# Mick Makker
Mick Makker (* 5. Februar 1993 in Blaricum) ist ein niederländischer Ruderer. Er gewann bis 2024 zwei Silbermedaillen bei Weltmeisterschaften und je eine Silber- und Bronzemedaille bei Europameisterschaften. Bei den Olympischen Sommerspielen 2024 gewann er die Silbermedaille im Achter.

## Sportliche Karriere
Der zwei Meter große Mick Makker begann erst 2013 mit dem Rudersport. Er rudert für die Amsterdamsche Studenten Roeivereeniging Nereus.
Mick Makker trat 2019 erstmals im Ruder-Weltcup an. Im Alter von 29 Jahren nahm er 2022 erstmals an internationalen Meisterschaften teil. Bei den Europameisterschaften 2022 in München trat Makker mit dem Achter an und gewann die Silbermedaille mit viereinhalb Sekunden Rückstand auf die Briten. Einen Monat später siegten die Briten bei den Weltmeisterschaften in Račice u Štětí mit einer Sekunde Vorsprung vor den Niederländern. 2023 bei den Europameisterschaften in Bled überquerten die besten drei Achter die Ziellinie innerhalb von 0,52 Sekunden. Die Briten siegten vor den Rumänen und den Niederländern. Drei Monate später bei den Weltmeisterschaften in Belgrad erreichte der niederländische Achter das Ziel mit einer Sekunde Rückstand auf die Briten und mit einer Sekunde Vorsprung auf die drittplatzierten Australier. Bei den Olympischen Spielen 2024 in Paris wurde der niederländische Achter Zweiter mit einer Sekunde Rückstand auf die Briten.